# فرس النهر البائد
فرس النهر البائد أو فرس النهر القديم أو بائد النهر(الاسم العلمي: Archaeopotamus) هو جنس منقرض من البرنيقيات عاش ما بين 7.5 و 1.8 مليون سنة في أفريقيا والشرق الأوسط.  تم وصف الجنس في عام 2005 ليشمل أنواع أفراس النهر التي تم تجميعها مسبقًا في جنس (Hexaprotodon).
Archaeopotamus يعني «بائد النهر».  من بين جميع أفراس النهر التي تم تحديدها، فقط فرس النهر الكيني هو الأقدم سنا، ومع ذلك، لا يعرف إلا من خلال الحفريات الجزئية. فرس النهر البائد هو أقدم فرس النهر المعروف جيدا.